# La Jaille-Yvon
La Jaille-Yvon é uma comuna francesa na região administrativa da Pays de la Loire, no departamento de Maine-et-Loire. Estende-se por uma área de 12,55 km². Em 2010 a comuna tinha 332 habitantes (densidade: 26,5 hab./km²).